# ولي العهد (مسلسل)
ولي العهد  هو مسلسل مصري تم عرضه في شهر رمضان 1436 هـ/2015 ميلادي. من إخراج محمد النقلي وبطولة نخبة من نجوم الدراما المصريين عبد الرحمن أبو زهرة، حمادة هلال، لوسي، هبة مجدي، علا غانم، أحمد عصام، إنتصار، إدوارد، ريم البارودي، ياسر جلال، مي القاضي، ومي سليم.

## قصة المسلسل
تحكي قصة المسلسل حول عائلة «أبو حطب» حيث قبل وفاة الأب في المسلسل يكتب كل أملاكه باسم إبنه «خالد أبو حطب» بشرطين الشرط الأول هو أن يأخذ باله من أخوته وأن لاياكل حقهم والشرط الثاني هو أن يتزوج على زوجته التي لاتنجب أطفال لينجب ولي العهد ومن هنا تبدأ الصراعات بينه وبين أخوته حتى يتأمروا على قتله بمساعدة المحامي النصاب والمرتشي وابن عمهم الذي يطمع في ثروة عمه.

## أبطال المسلسل
- عبير منير
- عبد الرحمن أبو زهرة: عوض أبو حطب
- حمادة هلال: خالد أبو حطب
- لوسي: جليلة
- هبة مجدي: ندى
- منة الشريف: رودي
- علا غانم: مديحة أبو حطب
- أحمد عصام: السالك
- إنتصار: منى أبو حطب
- إدوارد: الجهجهوني
- ريم البارودي: مها أبو حطب
- ياسر جلال: عزيز
- مي القاضي: اميرة أبو حطب
- مي سليم: شاهيناز
- علياء الحسيني: نشوى
- طارق صبري : عاصم
- شيماء سيف

الموسيقى لتصويرية أشرف محمود أبو زيد